# Gefortificeerde regio van Belfort

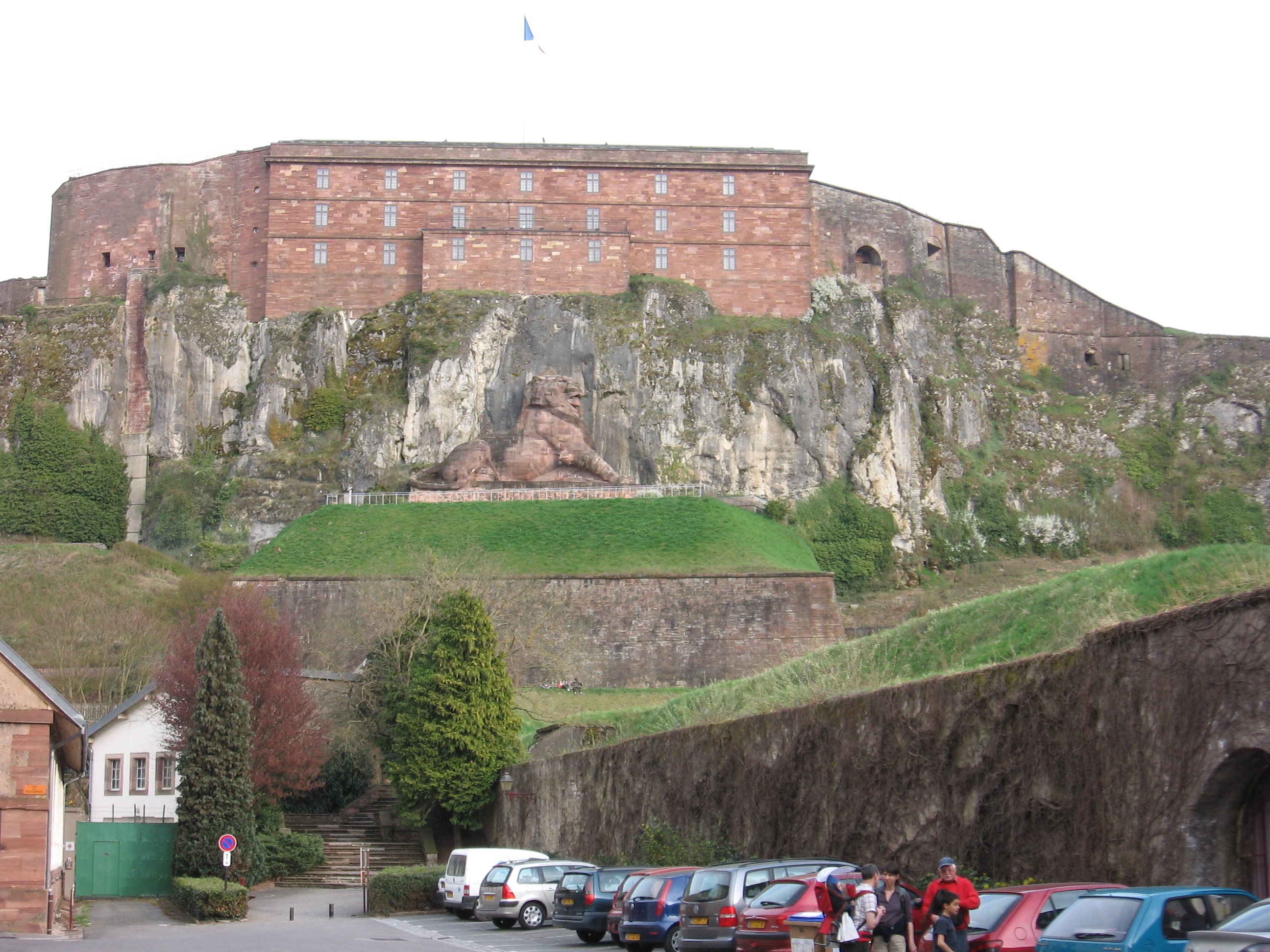
De Leeuw van Belfort; symbool van de verdediging van Belfort in 1870-71.

De gefortificeerde regio van Belfort (place fortifiée de Belfort) is een reeks van forten, gelegen in het noordoosten van Frankrijk tussen Épinal en Besançon. De forten werden in de 19e eeuw gebouwd als eerste verdedigingslinie in het Séré de Rivières-systeem, bedoeld als nieuwe verdediging tegen de steeds geavanceerder wordende artillerie.

## Geschiedenis
Belfort is reeds sinds de Middeleeuwen een gefortificeerde plaats geweest. In 1226 werd reeds een kasteel gebouwd. Na meerdere belegeringen te hebben doorstaan, werd deze fortificatie tussen 1637 en 1648 gemoderniseerd door de Comte de la Suze. Op bevel van Sébastien Le Prestre de Vauban werd de fortificatie onder andere uitgebreid met hoornwerken en een barak. Deze vesting doorstond met succes een belegering in 1815.
Naarmate legers steeds meer gebruik gingen maken van artillerie, werd het noodzakelijk de verdedigingslinies te moderniseren en uit te breiden, zodat vijandige legers de stad niet konden bombarderen vanuit omliggende hoge stukken land. De eerste ring van nieuwe forten werd begin 1817 gebouwd op bevel van generaal François Nicolas Benoît, Baron Haxo. De forten van La Miotte, La Justice en Le Vallon werden als eerste gebouwd, en de stadsmuren werden verstevigd. Tevens werden forten gebouwd ten zuiden en oosten van de stad, waaronder Fort Bellevue, Fort des Barres en de Forts des Perches. Deze forten vormden een ring van 1200 tot 1500 meter om de stadsmuur heen. In 1870 en 1871 doorstonden ze met succes een aanval.
Kort na de Franse nederlaag in de Frans-Duitse Oorlog werd Belfort gekozen als locatie voor een nieuwe primaire verdedigingslinie tegen vijandige invasies vanuit de door Pruisen geannexeerde provincies Elzas en Lotharingen. De fortificaties maakten deel uit een groter netwerk van nieuwe forten die werden gebouwd op bevel van Raymond Adolphe Séré de Rivières. Het doel was om van Belfort een zwaar gefortificeerd kamp te maken. De forten werden zo gebouwd dat vijandige artillerie altijd ver van de stad kon worden gehouden, maar de forten onderling wel goederen en informatie konden uitwisselen. Aan het einde van de 19e eeuw omvatte de gefortificeerde regio van Belfort de originele ring van forten gebouwd tussen 1793 en 1870, en een nieuwe reeks forten gebouwd tussen 1874 en 1886, met een hoop kleinere batterijen ertussen.
Na de Eerste Wereldoorlog kreeg Frankrijk de regio’s Elzas en Lotharingen terug, waarmee de gefortificeerde regio van Belfort opeens een stuk verder van de grens met Duitsland kwam te liggen. Daardoor lag de verdedigingslinie eveneens een stuk minder strategisch ten opzichte van de grens, en werd grotendeels nutteloos. Plannen om de gefortificeerde regio weer uit te breiden kwamen niet van de grond.
In de jaren 30 werd een aantal van de forten opgenomen in oostelijke uitbreiding van de Maginotlinie. Tegen de Tweede Wereldoorlog stond de regio onder bevel van het Achtste leger van Frankrijk, Derde legergroep.

## De forten
Gebouwd tussen 1793 en 1870:
- Fort de la Miotte (17..-1835), ook bekend als Fort Kléber
- Vallon rampart (1831-1842), verbindt Miotte en la Justice.
- Fort de la Justice (17..-1842), ook bekend als Fort Lecourbe
- Fort des Hautes Perches (1815-1870)
- Fort des Basses Perches (1815-1870)
- Fort Bellevue (1870) – gesloopt begin 20e eeuw.
- Fort des Barres (1865-1870), ook bekend als Fort Hatry

Séré de Rivières-forten gebouwd tussen 1874 en 1886
- Fort du Salbert (1874-1877), ook bekend als Fort Lefebvre.[3]
- Fort de Roppe (1875-1877), ook bekend als Fort Ney.
- Fort de Bessoncourt (1883-1886)
- Fort de Vézelois (1883-1886), ook bekend als Fort Ordener, gelegen tussen Meroux en Vézelois.
- Fort du Bois d'Oye (1883-1886), ook bekend als Fort Eblé, gelegen in de gemeente Bermont.
- Fort Giromagny (1875 – 1879)
- Fort du Mont Vaudois (1874-1877), gelegen in Valdoie.
- Fort des Hautes Perches (1874-1877)
- Fort des Basses Perches (1874-1877)